# 翅柄橐吾
翅柄橐吾（学名：Ligularia alatipes）是菊科橐吾属的植物，是中国的特有植物。分布于中国大陆的云南等地，生长于海拔2,740米至3,600米的地区，常生于草地，目前尚未由人工引种栽培。